# Di truyền màu sắc của Nymphicus hollandicus
Khoa học về di truyền màu sắc của vẹt mào liên quan đến tính di truyền của sự biến đổi màu sắc trên lông của vẹt mào, Nymphicus hollandicus. Đột biến màu sắc là một hiện tượng tự nhiên nhưng rất hiếm xảy ra trong điều kiện nuôi nhốt hoặc ngoài tự nhiên. Khoảng mười lăm đột biến màu cơ bản đã được thiết lập trong loài cho phép tạo ra nhiều tổ hợp khác nhau. Lưu ý rằng bài viết này chủ yếu dựa trên loài vẹt đuôi dài được nuôi nhốt hoặc đồng hành hơn là loài vẹt đuôi dài hoang dã.

## Đột biến (danh sách)
- Anti-Dimorphic Pied/Recessive Pied
- Ashenfallow, trước đây được gọi không chính xác là Recessive Silver và/hoặc Silver Fallow
- Bronzefallow/Brownfallow
- Quế
- Pha loãng, trước đây được gọi không chính xác là Pastel Silver
- Pha loãng bạc / Ashen chiếm ưu thế
- Edgedilute, trước đây được gọi không chính xác là Spangled Silver
- Đã bị mờ
- Ino/Lutino/Albino liên kết giới tính
- Mặt tái nhợt Ino/Kemamino
- Ino không liên kết giới tính/Ino Lặn
- trắng đục/ngọc trai
- Palefaced, thường được gọi không chính xác là Pastelfaced
- Pallid, thường được gọi không chính xác là Bạch kim
- Mặt trắng
- má vàng chiếm ưu thế
- Má vàng liên kết giới tính
- Tràn màu vàng, được gọi không chính xác là Ngọc lục bảo và / hoặc Ô liu

Vẹt mào bắt đầu có màu xám bình thường, sau đó các đột biến bắt đầu xuất hiện do quá trình lai tạo cụ thể. Những đột biến đầu tiên xảy ra là pieds, quế, Lutinos và ngọc trai. Các đột biến tiếp theo xảy ra là mặt trắng, bạc và bạch tạng. Gần đây xuất hiện gà mào vàng với các mảng má màu cam kéo dài đến mặt và mào; đây là một đột biến mới được phát hiện.

## Màu xám bình thường (không đột biến)
Vẹt mào xám bình thường hoặc kiểu hoang dã là loài có gen màu không có đột biến. Bộ lông của vẹt mào xám bình thường chủ yếu có màu xám với các vệt trắng nổi bật ở mép ngoài của mỗi cánh. Khuôn mặt của con đực có màu vàng hoặc trắng, trong khi khuôn mặt của con cái chủ yếu có màu xám hoặc xám nhạt, và cả hai giới tính đều có một vùng tròn màu cam trên cả hai vùng tai, thường được gọi là "má". Màu cam này thường rực rỡ ở những con đực trưởng thành và thường khá nhạt ở những con cái và vẹt non. Phân biệt giới tính bằng mắt thường có thể thực hiện được với biến thể của loài chim này.  Một con vẹt xám bình thường với một số lông trắng hoặc vàng ở phía sau đầu của chúng được phân chia thành đột biến gen lặn Pied.

## Mặt trắng
Vẹt mào mặt trắng có sắc tố psittacofulvin (vàng và cam) bị vô hiệu hóa bởi gen xanh lam, dẫn đến những con vẹt mào hoàn toàn không có bất kỳ sắc tố psittacofulvin nào. Đây là kết quả của đột biến gen giống như đột biến gen Blue thực sự ở tất cả các loài vẹt và vẹt đuôi dài điển hình. Do đó, Vẹt mào mặt trắng chủ yếu có màu xám với ít nhiều màu trắng trên khắp bộ lông của chúng. Gà trống mặt trắng có khuôn mặt trắng sáng trong khi gà mái có khuôn mặt cơ bản xám với một số vệt trắng. Với sự sẵn có của đột biến Whiteface, các giống màu rộng của vẹt mào được chia thành 2 lớp (hoặc sê-ri) chính:
- Nền màu vàng: với sắc tố psittacofulvin (vàng và cam).
- Nền trắng: không có sắc tố psittacofulvin

Một số loài vẹt mào mặt trắng có cơ thể hoàn toàn trắng và mắt đỏ. Albino không phải là thuật ngữ hoàn toàn chính xác, mặc dù đôi khi chúng được gọi như vậy. Động vật bạch tạng có đột biến gen Blue, nhưng vẹt đuôi dài không có gen Blue. Tên thích hợp hơn cho đột biến này sẽ là Lutino mặt trắng.

## Lutino
Đột biến gen lặn liên kết giới tính Lutino là một ví dụ hoàn hảo về loại vẹt mào khó giao phối bằng mắt nhất. Lutinos thiếu sắc tố eumelanin (tạo ra các màu và tông màu đen, nâu, xám) và do đó có màu vàng đến trắng vàng với các mảng má màu cam. Lutinos cái trưởng thành cũng như Lutinos chưa trưởng thành của cả hai giới đều hiển thị các vạch, chấm và/hoặc sọc màu vàng ở mặt dưới lông đuôi của chúng. Tuy nhiên, những con đực trưởng thành có thể được phân biệt giới tính bằng mắt thường bởi chúng luôn có mặt dưới lông đuôi màu trắng đặc.
Thật không may, một số lượng lớn vẹt đuôi dài thuộc tất cả các biến thể và giống Lutino, chẳng hạn như Lutino mặt nhợt nhạt và Lutino trắng đục, bị ảnh hưởng bởi một lỗ hổng di truyền có thể lây truyền. Lỗ hổng này làm tăng thêm đốm hói bên dưới mào, do lai tạo vô trách nhiệm và thái quá cũng như sự thiếu nỗ lực, đạo đức và trách nhiệm chung của các nhà lai tạo trong việc lai tạo nó. Các nhà lai tạo đang nỗ lực giảm mảng hói đã rất thành công trong việc giảm kích thước của nó.

## Pied
Các kiểu bộ lông của vẹt mào thay đổi đáng kể giữa cá thể này với cá thể khác, dẫn đến sự phân biệt "Pied nặng" và "Pied nhẹ" của các nhà lai tạo vẹt mào và những người có sở thích. Thật không may, mức độ piedness vẫn không thể đoán trước về mặt di truyền. Tuy nhiên, việc lai tạo các mẫu vật có nhiều lông tơ với nhau thường tạo ra tỷ lệ con cái có nhiều lông tơ cao hơn so với việc lai tạo các mẫu vật có ít lông tơ hơn với nhau. Cuối cùng, đột biến "Pied" khiến con chim thiếu phần lớn bộ lông xám điển hình trên ức, bụng và đầu. Vì vậy, những con vẹt đuôi dài "Pied" được đặc trưng bởi mức độ màu vàng hoặc trắng vàng của chúng ở những khu vực này. Cuối cùng nhưng không kém phần quan trọng, có những cá thể Clear-pied đặc biệt có màu trắng hơi vàng hoặc trắng đặc giống như Lutino và/hoặc bạch tạng nhưng có đôi mắt đen bình thường và không có nguồn gốc ADMpied (pied lặn).

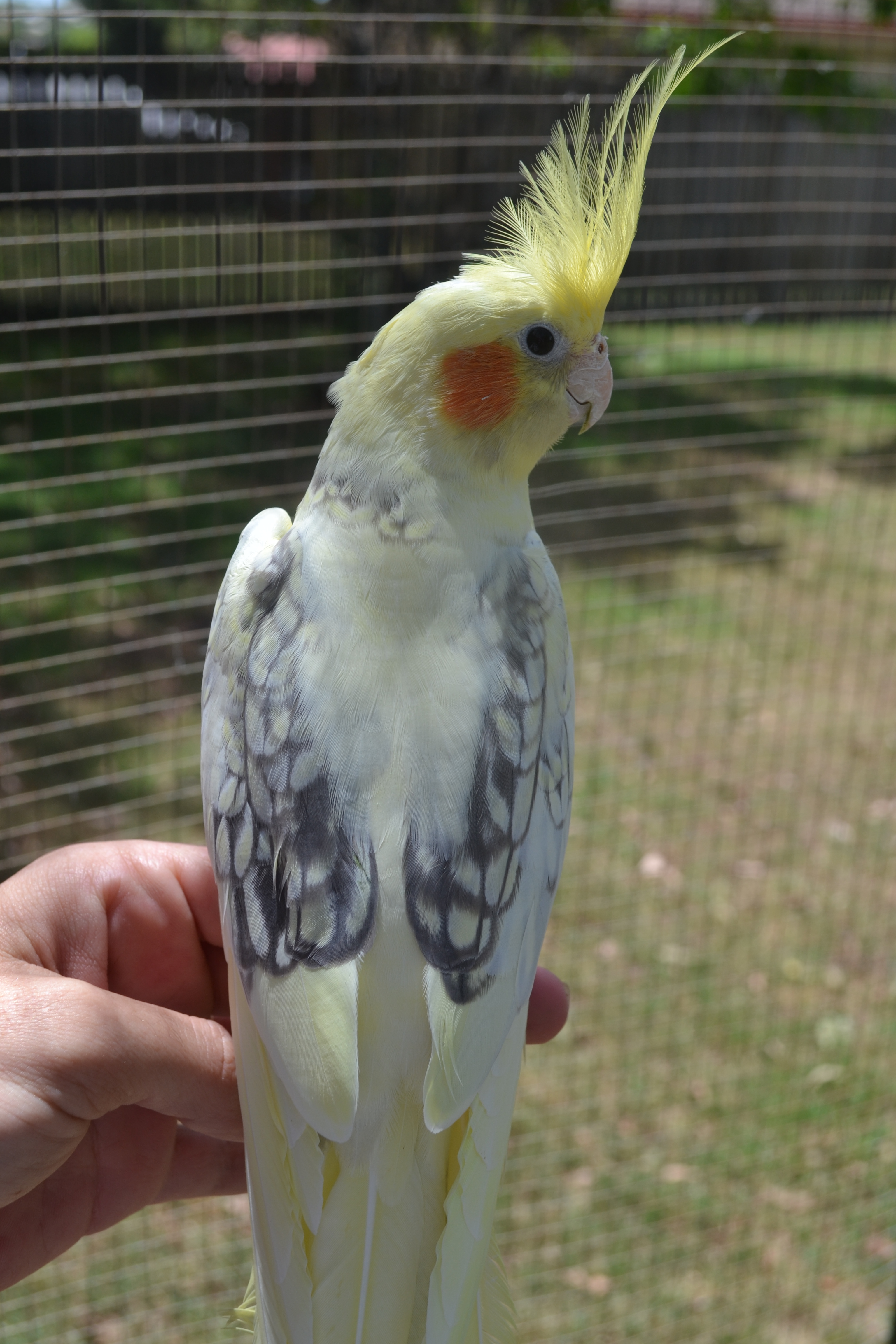
Một con vẹt mào ngọc trai.

Ở khắp các loài vẹt, gen ADMpied phủ nhận khả năng của con đực thể hiện các đặc điểm lưỡng hình của loài mình. Điều này dẫn đến việc vẹt ADMpied nổi tiếng là khó phân biệt giới tính bằng mắt thường nhưng lại là ví dụ tuyệt vời cho các nghiên cứu về đặc điểm di truyền. Tuy nhiên, ở các loài đơn hình (ví dụ: vẹt, uyên ương, vẹt đuôi dài, hoa hồng, v.v.), đặc điểm chống lưỡng hình không thể được thể hiện trong khi vẫn còn tính trạng. Do đó, mẫu vật Pied của những loài này được gọi là Pied lặn và/hoặc Harlequin ở budgerigar.

## quế và ngọc trai
Đột biến quế và ngọc trai là đột biến gen lặn liên kết với giới tính. Trong Quế, sắc tố eumelanin bị oxy hóa một phần. Các hạt Eumelanin dừng lại ở giai đoạn phát triển màu nâu để chuyển sang trạng thái màu đen tự nhiên. Chúng có nước da lốm đốm, với những đốm trắng trên lông phụ và màu nâu đậm trên lông chính.
Gen của loài vẹt mào ngọc trai không có bất kỳ ảnh hưởng trực quan nào đến các sắc tố màu ở chim mà thay vào đó, nó ảnh hưởng đến sự phân bố của các màu hiện có. Nó thực sự làm giảm sự lan rộng của các sắc tố màu xám (melanin) và tăng sự lan rộng của các sắc tố màu vàng (psittacofulvin). Các lông riêng lẻ trên hầu hết một con chim Pearled sẽ có nhiều sắc tố màu vàng hơn có thể nhìn thấy được, tạo cho chúng hoa văn hình vỏ sò.
Con đực không giữ được màu ngọc trai mà mất đi ngay sau lần lột xác đầu tiên. Mặc dù mô hình này có thể không nhìn thấy được nhưng về cơ bản nó không biến mất mà chỉ bị che phủ bởi nhiều sắc tố xám hơn.

## biến dị tổ hợp
Có rất nhiều loại màu (đột biến kết hợp), bao gồm ADMpied Cinnamon, White-faced Lutino, Opaline Cinnamon, Creamino, White-faced Cinnamon, White-faced Opaline.
Các đột biến có thể xuất hiện riêng lẻ hoặc trong một loạt các tổ hợp như albino, Pearled Lutino, White-faced Pied, và Opaline-Cinnamon. Vẫn còn khá khó tìm là đột biến màu vàng khá mới. Vẹt mào không thực sự có sắc tố xanh trong bộ lông của chúng, do đó các mẫu vật có màu vàng cũng không có. Sự lan tỏa màu vàng kết hợp với sắc tố màu đen bên dưới (hoặc màu nâu thuần trong mẫu vật Quế) tạo ra ảo ảnh về tông màu lục làm phát sinh tên gọi chung của Ngọc lục bảo không chính xác về mặt di truyền cho đặc điểm này.

## Các tính năng khác
Nhiều đột biến giữ lại các đặc điểm bình thường (mắt đen, mỏ xám, chân/da xám và móng chân đen) của vẹt đuôi dài (xám) hoang dã. Tuy nhiên, Fallow và Lutino đột biến có mắt từ hồng đến đỏ, bàn chân/da hồng, móng chân trong (hồng) có đầu trắng và mỏ màu trắng hồng. Ngoài ra, mẫu vật Quế về cơ bản trông khá giống mẫu vật hoang dã (hay còn gọi là màu xám thông thường), ngoại trừ màu nâu thuần và mới nở với mắt màu đỏ rượu vang (chuyển sang màu nâu từ 5–15 ngày tuổi) và có màu nâu sẫm mắt khi trưởng thành.
Các đột biến liên kết giới tính như Cinnamon, Lutino, Opaline, Pallid và/hoặc má vàng liên kết giới tính có tỷ lệ con cái so với con đực cao hơn do phương thức di truyền.

## Giới tính không dị hình giới tính
Như đã đề cập ở trên, một số đột biến không cho phép xác định giới tính bằng kiểu lông của chúng. Điều này là do một số đột biến không khác nhau giữa nam và nữ. Một phương pháp xác định giới tính cho vẹt mào là kiểm tra xương chậu của chúng.[2] Ý tưởng này tương tự như sự khác biệt về xương chậu của con người, nơi phụ nữ có hông rộng hơn để có thể sinh con; vẹt cái có thể có xương chậu rộng hơn và linh hoạt hơn để thích hợp cho việc đẻ trứng. Phương pháp này không phải lúc nào cũng chính xác khi gen khiến phụ nữ có xương chậu hẹp hơn.
Một cách khác để quan hệ tình dục với vẹt mào là hành vi của chúng. Con đực có xu hướng kêu to hơn và cũng dễ bắt chước tiếng động hơn. Con đực đôi khi cũng "khệnh khạng". Hành vi này được phân loại bằng cách ưỡn ngực ra và diễu hành xung quanh, đôi khi đi tới đi lui, thường kèm theo tiếng huýt sáo.[2] Con cái thường im lặng và chúng có nhiều khả năng rít và cắn.

## người giới thiệu
1. ↑  BirdLife International (2012). "Nymphicus hollandicus". Sách Đỏ IUCN các loài bị đe dọa. Phiên bản 2013.2. Liên minh Bảo tồn Thiên nhiên Quốc tế. Truy cập ngày 26 tháng 11 năm 2013.
2. 1 2 3 4 5 6 7  "Cockatiel Mutations | Beauty of Birds". www.beautyofbirds.com (bằng tiếng Anh). Truy cập ngày 24 tháng 11 năm 2018.
3. ↑  Normal Cockatiel Lưu trữ ngày 14 tháng 10 năm 2008 tại Wayback Machine, Native Cockatiel Society of Australia, 2008
4. ↑  "Cinnamon Cockatiels Pearl Cockatiels". Bản gốc lưu trữ ngày 11 tháng 9 năm 2019. Truy cập ngày 5 tháng 1 năm 2023.
5. ↑  Cockatiel Genetics Lưu trữ ngày 14 tháng 9 năm 2008 tại Wayback Machine, Feather Affair, viewed 20 May 2007
6. ↑  Genetic Terms Lưu trữ ngày 20 tháng 8 năm 2000 tại Wayback Machine, Cynthia Kiesewetter, North American Cockatiel Society, 2000
7. ↑  Cockatiel Color Palette